# ジェミー・ワシントン
ジェミー・ワシントン（Jemie Washington、1974年6月6日 - ）は、オーストラリアのラグビーユニオン選手。

## プロフィール
- オーストラリア出身[1]。
- ポジションはロック (LO)。
- 身長 197cm、体重 108kg
- 日本代表通算キャップ数は7。

## 経歴
セント・ポール高校、ブリスベン工科大学を経て、2001年、サントリーに加入。
2005年、サントリーサンゴリアスを退団した。なお退団後、所属チームを持たないため日本協会所属で日本代表に選ばれていた。

## 受賞歴
- 2003-04トップリーグベスト15